# Qebui
Qebui o Qebu è il dio egizio dei venti che provenivano dal Nord.
Appariva come un ariete con quattro teste alato oppure come un uomo con la testa di ariete, iconografia che serviva a identificarlo con Shu, non con Khnum.